# Волтон Хил (Охајо)
Волтон Хил (енгл. Walton Hills) град је у америчкој савезној држави Охајо.

## Демографија
По попису из 2010. године број становника је 2.281, што је 119 (-5,0%) становника мање него 2000. године.
| Група             | 2000.         | 2010.         |
| Белци             | 2.296 (95,7%) | 2.057 (90,2%) |
| Афроамериканци    | 50 (2,1%)     | 185 (8,1%)    |
| Азијати           | 12 (0,5%)     | 7 (0,3%)      |
| Хиспаноамериканци | 22 (0,9%)     | 17 (0,7%)     |
| Укупно            | 2.400         | 2.281         |